# Holborn Viaduct
Holborn Viaduct – most w Londynie i nazwa ulicy, która na nim biegnie (stanowiąca część drogi A40). Łączy ulicę Holborn z Newgate Street w dzielnicy City of London.
Budowa trwała w latach 1863-1869, według projektu architekta Williama Haywooda. Był to pierwszy wiadukt na świecie, a jego koszt oszacowano na 2 miliony funtów. Został otwarty przez królową Wiktorię, w tym samym dniu co Blackfriars Bridge.
Na balustradzie wiaduktu umieszczone są cztery rzeźby. Na południowej stronie figury reprezentujące "handel" i "rolnictwo", ich autorem jest rzeźbiarz Henry Bursill. Na północnej stronie figury przedstawiają "naukę" i "sztuki piękne" i zostały wykonane, podobnie jak cztery skrzydlate lwy na końcach wiaduktu, przez firmę Farmer & Brindley.
W pobliżu znajdowała się niegdyś stacja kolejowa Holborn Viaduct, ale została zastąpiona przez stację City Thameslink, zlokalizowaną przy Ludgate Circus.